# Allokhíria
Az allokhíria (görög: másik kéz) az ingereknek a test másik oldalán való megjelenését jelöli. A beteg úgy érzi, mintha az inger a másik oldalon keletkezett volna. Például a bal kar megérintését a jobb kar megérintésének érzi, amit szomatoszenzoros allokhíriának neveznek. Ha a látás vagy a hallás érintett, akkor az egyik oldalon látott tárgyak a másik oldalon tűnnek fel, vagy a hangok a másik oldalról érkeznek. Ez látszik is, amikor rajzot másolnak. Gyakran társul hozzá neglekt szindróma, és a sérülés helye a jobb fali lebeny, mint neglekt szindrómában. Az allokhíria többnyire a neglekt szindrómát kíséri, amit a jobb fali lebeny sérülése okoz. Az allokhíriás betegek érzékenysége megmarad, de bizonytalanok abban, hogy melyik oldalukon érintették meg őket, egyébként a helyet pontosan meg tudják határozni.

## Definíciós kritériumok

Animáció. Fali lebeny (pirossal)

Több definíció is létezik az allokhíriára. Musser szerint az ellenkező oldal megfelelő helyén érződik az inger. Judson Bury hasonló kritériuma szerint a benyomások kerülnek a másik oldalra. Ha megérintik a beteg egy végtagját, akkor az érzet átkerül a másik oldal megfelelő helyére. A különböző szerzők nem értenek egyet az érzet minőségében és a szimmetriában, de az érzet másik oldalra kerülésében igen. A legtöbb definíció nem foglalkozik azzal, hogy a beteg elméletben meg tudja-e különböztetni a jobb és a bal oldalt, vagy az inger a megfelelő helyen keletkezik-e. Obsersteiner hangsúlyozza, hogy a sérülés nem a lokalizáció nehézségét, hanem a test két oldalának összetévesztését eredményezi. A lokalizáció hibája csak látszat.
Az allokhíriát leírták idegsérülésekhez, féloldali bénuláshoz, a szklerózis multiplexhez kapcsolódóan, a tabes dorsalis kísérőjeként, a féloldali gerincsérüléshez, a Ménière-kórhoz, a hisztériához, a szimmetrikus gangrénához társulva, és minden egyes érzékhez kapcsolódóan. Az allokhíria nemcsak a végtagokon jelentkezhet, hanem bárhol a testen. Lehet kétoldali, megjelenhet az egész testen, vagy csak bizonyos testrészeken, vagy éppen csak egy helyen. Egyes esetekben több, más esetekben csak egy érzékkel fordulhat elő.

## Fajtái

### Elektromotoros allokhíria
Az elektromotoros allokhíria az elektromos jelekre adott reakciók áthelyeződését jelöli. Megfigyelték arcon, karon és lábon is. Az egyik oldali inger hatására a másik oldalon húzódnak össze az izmok. Például az arc egyik felére leadott enyhe elektromos jel, ami az egészséges arcon nem okozna összehúzódást, összehúzódást okoz a másik arcfélen. Az egyik alkarra érkező nyomásra a másik alkar reagál. Ennek az az oka, hogy a reflexek az idegrendszer egy másik helyén fejtik ki hatásukat. A gerincvelőben futó jelek közelebb esnek az ellenkező oldal megfelelő régiójából érkező jelekhez, mint a saját oldal többi területéről érkező jelek. Semmi köze sincs ahhoz, hogy a beteg elméletben összekeveri-e az irányokat.

### Motoros allokhíria
Ha a beteget utasítják arra, hogy egy mozgást az érintett oldalon hajtson végre, akkor a másik oldali testrészeivel végzi el a mozdulatokat azzal a meggyőződéssel, hogy a megfelelő oldalon hajtotta végre őket.

### Reflexes allokhíria
Az elektromotoros allokhíriához hasonlóan a reflex ingerére a másik oldal válaszol.

### Hallási allokhíria
A hangvilla által adott jelet a beteg úgy észleli, hogy a másik oldalról hallja. A hangra adott reakciók is a másik fülben keletkeznek, még a fájdalomérzet és a siketség is.

### Látási allokhíria
A látótér egyik oldalán látott tárgyak a másik oldalon jelennek meg. A két ismert eset egyikében a jobb szemmel látott látványt a beteg nő a bal szeméhez kapcsolta, még akkor is, amikor az csukva volt. A másik esetben a beteg nő a bal szeme elé tartott színes tárgy színét mintha a jobb szemével látta volna.

### A nyelv allokhíriája
A nyelv allokhíriájában az ízt és a tapintásérzetet a beteg a nyelv másik oldalának tulajdonítja. Ebben az esetben nehezen válik szét az íz és az érintés allokhíriája.

## Típusai
Az allokhíria lehet valódi vagy hamis. A valódi allokhíria a diszkíria és a féloldali neglekt keveréke. A diszkíria a lokalizáció nehézsége, hogy a beteg nem tudja megmondani, hogy melyik oldalon érintették meg. Gyakran keveredik az alloesztéziával, ami hamis allokhíriaként is ismert. Ezt a két típust a múltban sokszor összekeverték, és allokhíria néven foglalták össze. Ennek ellenére az allokhíriának pontos diagnosztikai értéke van, aminek megjelenése felveti a hisztéria gyanúját.

## Alloesztézia
Az alloesztézia hamis allokhíria néven is ismert, és sok szótár ugyanazt a definíciót adja meg hozzá, mint az allokhíriához. Az elnevezést T. Grainger Stewart vezette be 1894-ben. Az általa megfigyelt esetekben az allokhíria főként az érzékelést érintette, és a függőleges mozgás rendezett volt. 
Az alloesztézia az érzékelés pontatlanságának következménye, és az érzékelés más pontatlanságai is tetten érhetők.  Egy esettanulmányban, amiben tévesen allokhíriának nevezték a betegséget, az orca belsejét ért ingert a beteg tévesen a külső részre helyezte. Egy másik esettanulmányban a mutatóujj megérintése a hüvelykujjra helyeződött át. Oka az idegek kétoldali károsodása például sokideggyulladásban.

## Diszkhíria
A diszkhíria specifikus zavar, amiben a beteg az inger minden jellemzőjét, természetét, pontos helyét felismeri, kivéve azt, hogy melyik oldalon érezte. A tapasztalatok szerint a specifikus érzet mentális hiányossága, ami független minden más hibától. Többféle típusa ismert, így az akhíria, az allokhíria és a szinkhíria.

### Akhíria
Az akhíriát szintén nevezik allokhíriának. A beteg elveszti a jobb és a bal oldal megkülönböztetésének képességét. Az ingerek nem váltják ki azt az érzést, hogy melyik oldalon keletkeztek. Ha megkérik, hogy végezzen el egy mozdulatot, akkor képtelen azt kivitelezni, ha kifejezetten a jobb vagy a bal oldalt említik. Visszaidézni sem tudja, hogy egy bizonyos testrészén érzett egy ingert; csak emlékezik, de hogy milyen volt, nem érzi.

### Allokhíria
Az allokhíria azt jelenti, hogy az egyik oldal helyett rendre a másik oldal szerepel. Tehát a szenzoros esetben  a kapott ingert a beteg a tükörképi helyzetben, a másik oldalán érzi. A mozgásos esetben az érintett oldali kért mozdulatokat a másik oldalon hajtja végre abban a hiszemben, hogy jól végezte a feladatot. Az oldaliság érzése csak akkor van meg, ha a másik oldalt kap ingert, vagy az az oldal mozdul.

### Szinkhíria
A szinkhíria a diszkhíriának az a típusa, amiben az egyik oldal nem érvényesül a másik oldal nélkül. A beteg az egyik oldalon érzett ingert a másik oldal megfelelő helyén is érzi. Ha egy mozdulatot az érintett oldalon kell kivitelezni, akkor mindkét oldalon elvégzi a mozdulatot abban a hiszemben, hogy mindent jól csinál. Az oldaliság érzése az érintett oldalon nem jön létre a másik oldal használata nélkül.

## Tapasztalatok

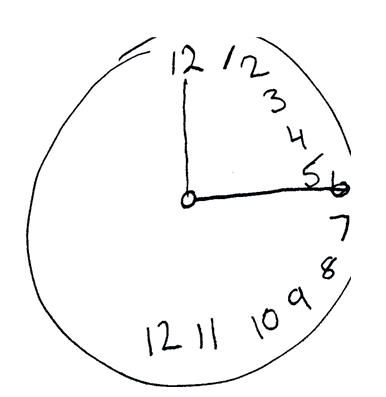
Egy neglekt szindrómás és allokhíriás beteg rajza egy óráról

Az allokhíria az egyszerű geometriai ábrákon a neglekt szindrómához hasonlóan nyilvánul meg. A bal oldali elemeket rendre a jobb oldalra helyezik át, és nem veszik észre, hogy hibáztak. Az órák másolása és rajzolása típusfeladat az allokhíria és a neglekt szindróma vizsgálatában. Ezekben a feladatokban a mentális reprezentáció hiányosságai miatt az elemeket a másik oldalra helyezik át, például az összes számot a jobb oldalon helyezik el. Ezt a hibát nem is veszik észre, pedig elméletben tudják, hogy a másik oldalon is vannak számok. Az allokhíriások rajzain ez az áthelyeződés többféleképpen is megjelenhet.
Az ábra egy olyan beteg rajzát mutatja, aki az allokhíria mellett neglekt szindrómás is. Nem rajzolta meg az óra bal felét. Habár elméletben tudta, hogy van az órának bal oldala, nem vette észre, hogy a rajz nem teljes. Ez mutatja, hogy a rajzolásos feladatok fontosak az agysérülés által okozott károsodások közelebbi meghatározásában.

## Felismerése
Az allokhíria felismeréséhez fontos az észlelési és a mozgásos tünetek figyelembe vétele. Az egyszerű tények többet számítanak, mint a sérülés maga. Különös figyelemmel kell lenni az oldaliságra, és nem nyelvbotlásnak tulajdonítani a következetes tévesztést. Gyakori hiba, hogy nem kérdik kifejezetten az oldalt. Mozgásos esetben sem szabad az oldal megváltoztatását következetesen a gyengeségnek tulajdonítani, még akkor sem, ha a beteg gyengeségre hivatkozik. Részletesen kell elemezni a mozgásokat ahhoz, hogy el lehessen különíteni, hogy melyik mozdulat mire utal. Ha a beteg nem tudja, hogy melyik oldalon érintették meg, akkor azt komolyan kell venni.
Az allokhíria pszichikai érintettséget is reprezentál. Bármely típusa felveti a hisztéria gyanúját. Az allokhíria megjelenése más tünetekre is felhívja a figyelmet, melyeket különben félreértelmeznének, mint bénulást, abuliát, vagy csökkent érzékenységet. Ez segíti a korrekt elemzést abban, hogy számba vegyék, hogy pontosan milyen károsodásokról van szó, és ez elvezet a központi károsodáshoz, és fontos lépés a pontos pszichikai diagnózis felé, és a hisztéria kezelését is támogatja, ha jelen van.

## Elmélete
Több elmélet is született az allokhíria magyarázatára. Jelenleg Hammond elmélete a legnépszerűbb.  Eszerint a szürkeállomány majdnem egészen átkereszteződik. Ha az átkereszteződés után az egyik oldalon megsérül, akkor a megfelelő félteke helyett a másik értelmezi a jeleket.  Egy másik sérülés viszont visszairányítja a jeleket a megfelelő helyre. Az allokhíriát ugyanis mindig aszimmetrikus sérülések okozzák, még akkor is, ha mindkét oldalon jelen van. Huber szerint az ellenkező oldali sérülés visszairányítja a jeleket a megfelelő oldalra. A sérülések gyógyulásával a tünetek is eltűnnek.